# 反捲葉石松
反捲葉石松（学名：Lycopodium quasipolytrichoides）为石松科石松屬下的一个种。

## 扩展阅读
- 維基物種上的相關：反捲葉石松